# Bălușenii Noi, Botoșani
Bălușenii Noi este un sat în comuna Bălușeni din județul Botoșani, Moldova, România. Dinspre satul Bălușeni drumul se intersectează cu calea rutieră de acces dinspre satul Draxini, înainte de a porni traversarea podului. Satul Bălușenii Noi este străbătut de o stradă, pornind de la pod și până dincolo de biserica ortodocșilor. Între cursul de apă curgătoare și până la drumul cu pricina, se înșiră casele și de o parte, și de cealaltă a străzii. Accesul spre lăcașul de cult al ortodocșilor se face abrupt, urcând un deal. De la satul Bălușeni este mult de mers până la satul Bălușenii Noi pe jos, ulița parcurgând zone de teren agricol productiv.